# Шлютер, Дольф
Дольф Шлютер (Шультер) (Dolph Schluter; род. 22 мая 1955, Дорваль, Квебек) — канадский эволюционный биолог, зоолог, крупный исследователь адаптивной радиации. Доктор философии (1983), Килламовский профессор (University Killam Professor) Университета Британской Колумбии, член Лондонского королевского общества (1999), иностранный член НАН США (2017) и Американского философского общества (2024). Лауреат премии Крафорда (2023).
Сын голландских иммигрантов — второй из пяти детей, он рос в пригороде Монреаля. «Я вырос в католической общине, и было что-то странно притягательное и интересное в идее о том, что мы произошли от обезьян», — вспоминал Шлютер.
Окончил Университет Гуэлфа в Онтарио (бакалавр B.Sc. экологии, 1977). Докторскую степень получил в Мичиганском ун-те под началом Питера Р. Гранта (последний вспоминал, что уже тогда понимал, что у Шлютера «исключительный потенциал»). Являлся постдоком в Калифорнийском университете в Дейвисе и затем в UBC. С 1989 на постоянном контракте в UBC.
Президент American Society of Naturalists (2013).
Первоначально, в конце 1970-х годов, исследовал Дарвиновских вьюрков на Галапагосских островах — под руководством Розмари и Питера Грантов. Затем изучал вьюрков и других мелких птиц континентальных районов Африки и Северной Америки. Впоследствии, открыв собственную лабораторию в UBC, переключился на изучение рыбы-колюшки — распространение новых видов трехиглой колюшки (Gasterosteus spp.) в прибрежных озерах Британской Колумбии. Сотрудничал с Дэвидом Кингсли.
Автор The Ecology of Adaptive Radiation (2000) — по некоторому мнению, одной из самых важных книг по эволюции со времен «Происхождения видов» Дарвина, — и The Analysis of Biological Data (2-е изд., 2015; 3-е изд., 2020). Соредактор The Princeton Guide to Evolution.
Публиковался в Evolution, Nature, Science, Trends in Ecology and Evolution.
Есть жена и дочь.